# George Albert Wells
Pour les articles homonymes, voir Wells et George Wells.
George Albert Wells (né le 22 mai 1926 et mort le 23 janvier 2017), connu généralement comme G.A. Wells, est professeur émérite d'allemand au Birkbeck College de l'Université de Londres. Il est surtout connu pour avoir défendu la théorie selon laquelle Jésus serait un personnage mythique.
Wells est un ancien président de la Rationalist Press Association. Il est marié et habite à St Albans près de Londres. Il a étudié à l'Université de Londres et à l'Université de Berne. Il est diplômé en allemand, en philosophie et en sciences de la nature. Il a commencé à enseigner l'allemand à l'Université de Londres en 1949 et est devenu professeur d'allemand au Birkbeck College en 1968. 

## Travaux sur le christianisme primitif
Wells estime que les documents chrétiens les plus anciens qui existaient dès le Ier siècle, surtout les épîtres de Paul et de quelques autres figurant dans le Nouveau Testament, sont tout à fait étrangers à la tradition évangélique qui nous montre un Jésus prédicateur et thaumaturge qui aurait vécu et serait mort dans les décennies précédentes. Ils le présentent au contraire « comme un personnage fondamentalement surnaturel n'ayant vécu sur Terre comme un homme que de façon imprécise et à un moment indéterminé dans le passé ». 
Pour Wells, le Jésus de ces premiers chrétiens ne se fonde pas sur un personnage historique, mais n'est qu'un pur mythe provenant de spéculations mystiques s'appuyant sur la tradition de la sagesse juive. Selon Wells, la tradition des évangiles a représenté un stade ultérieur dans le développement du mythe de Jésus auquel ils ont donné un cadre historique concret qu'ils ont par la suite embelli avec des détails de plus en plus nombreux.
Wells tient compte de la possibilité que certains éléments des traditions évangéliques pourraient se fonder sur un personnage historique ayant vécu en Palestine au Ier siècle : « [L]es éléments galiléens et cyniques… contiennent peut-être un noyau de réminiscences concernant un prédicateur itinérant galiléen proche des cyniques (qui, toutefois, ne doit certainement pas être confondu avec le Jésus des premiers documents chrétiens). » Cependant, Wells insiste sur le fait que cette lignée de traditions du Ier siècle est bien distincte du mythe du Christ sacrificiel que l'on trouve dans les épîtres de Paul et d'autres documents primitifs, et que ces deux traditions ont des origines différentes. Wells conclut que la reconstruction de ce personnage historique à partir des documents littéraires qui subsistent serait une tâche désespérée. R. Joseph Hoffmann, le coauteur de l'ouvrage, a appelé Wells « le défenseur contemporain le plus solide de la thèse de non-historicité ».
Cette idée de Wells d'un Jésus mythique a reçu le soutien d'Earl Doherty, de Robert M. Price et d'autres. L'historien classique R. E. Witt, en réexaminant le Jésus des premiers chrétiens dans le Journal of Hellenic Studies, a présenté quelques critiques tout en concluant que « les hellénistes devraient saluer la parution de ce livre stimulant », tandis que les conclusions de Wells ont été critiquées par certains autres historiens, tels que W. H. C. Frend. En réponse à Grant, Michael Martin « a défendu Wells contre les critiques qui écartent son hypothèse ». 
Dans son livre Le Mythe de Jésus (1999), Wells n'insiste plus comme auparavant sur l'idée selon laquelle il n'y a eu aucun personnage historique à l'origine du Jésus des Évangiles et il reconnaît la source Q comme une preuve historique ancienne[réf. nécessaire]. Toutefois, Wells soutient encore que le Jésus de Paul était « un personnage céleste, préexistant, qui était venu sur la Terre à un moment indéterminé du passé et avait mené une vie obscure, peut-être un ou deux siècles avant l'époque qu'on lui a fixée ». Price qualifie Wells de « théoricien du mythe du Christ » et, sur la quatrième de couverture de Can We Trust the New Testament ?, il écrit de lui qu'il est « un successeur éminent et d'une grande valeur des théoriciens les plus radicaux de la thèse mythique sur le Christ ».

## Œuvres

### Études germaniques
Ses principaux travaux concernant la pensée et la littérature allemandes des XVIIIe et XIXe siècles sont : 
- Herder and After: A Study in the Development of Sociology (La Haye, Mouton, 1959)
- The Plays of Grillparzer (Pergamon Press, 1969)  (ISBN 0-08-012950-1)
- Goethe and the Development of Science, 1750-1900 (Sijthoff & Noordhoff, 1978)  (ISBN 90-286-0538-X)
- The Origin of Language: Aspects of the Discussion from Condillac to Wundt. (Open Court Publishing Company, 1987)  (ISBN 0-8126-9029-X)

### Christianisme primitif
- The Jesus of the Early Christians, (Pemberton, 1971)  (ISBN 0-301-71014-7)
- Did Jesus Exist? (Prometheus Books, 1975; deuxième édition 1986)  (ISBN 0-87975-086-3) (première édition),  (ISBN 0-87975-395-1) (deuxième édition)
- The Historical Evidence for Jesus (Prometheus Books, 1982)  (ISBN 0-87975-180-0)
- Religious Postures: Essays on Modern Christian Apologists and Religious Problems (Open Court, 1988)  (ISBN 0-8126-9070-2)
- Who Was Jesus? A Critique of the New Testament Record (Open Court, 1989)  (ISBN 0-8126-9096-6)
- Belief and Make-Believe: Critical Reflections on the Sources of Credulity (Open Court, 1991)  (ISBN 0-8126-9188-1)
- What's in a Name? Reflections on Language, Magic and Religion (Open Court, 1993)  (ISBN 0-8126-9239-X)
- The Jesus Legend (foreword by R. Joseph Hoffmann) (Open Court, 1996)  (ISBN 0-8126-9334-5)
- The Jesus Myth (Open Court, 1999)  (ISBN 0-8126-9392-2)
- Can We Trust the New Testament?: Thoughts on the Reliability of Early Christian Testimony (Open Court, 2004)  (ISBN 0-8126-9567-4)
- Cutting Jesus Down to Size: What Higher Criticism Has Achieved and Where It Leaves Christianity (Open Court, 2009)  (ISBN 0-8126-9656-5)